# Relaciones Estados Unidos-Hong Kong
Las relaciones Estados Unidos-Hong Kong son las relaciones diplomáticas entre Estados Unidos y Hong Kong. De acuerdo con el Informe de liderazgo global de EE. UU. de 2012, el 44% de los habitantes de Hong Kong aprueba el liderazgo de EE. UU., con un 38% de desaprobación y un 18% de incertidumbre.

## Historia
La política de EE. UU. hacia Hong Kong, fundamentada en la determinación de promover la prosperidad, autonomía y el modo de vida de Hong Kong, se establece en la Ley de EE. UU.-Hong Kong de 1992, que estipuló que EE. UU. Continuaría tratando a Hong Kong aparte de la República Popular China incluso después de la transferencia de soberanía de 1997 que marca el final de la legalidad del Reino Unido. Los Estados Unidos mantienen importantes intereses económicos y políticos en Hong Kong. Los Estados Unidos apoyan la autonomía de Hong Kong al concluir e implementar acuerdos bilaterales; promover el comercio y la inversión; organización de visitas de alto nivel; ampliación de la cooperación aplicación de la ley; reforzar los vínculos educativos, académicos y culturales; y apoyar a la gran comunidad de ciudadanos y visitantes de los Estados Unidos.
Hong Kong es un miembro activo de la coalición global contra terrorismo, se unió a la Iniciativa de Seguridad de Contenedores y sigue siendo un socio importante con respecto a la eliminación de fondos para redes terroristas y la lucha contra el [lavado de dinero]. Hong Kong ha aprobado una legislación diseñada para ponerla en conformidad con las resoluciones aplicables ONU antiterrorismo y las recomendaciones del Grupo de Acción Financiera.

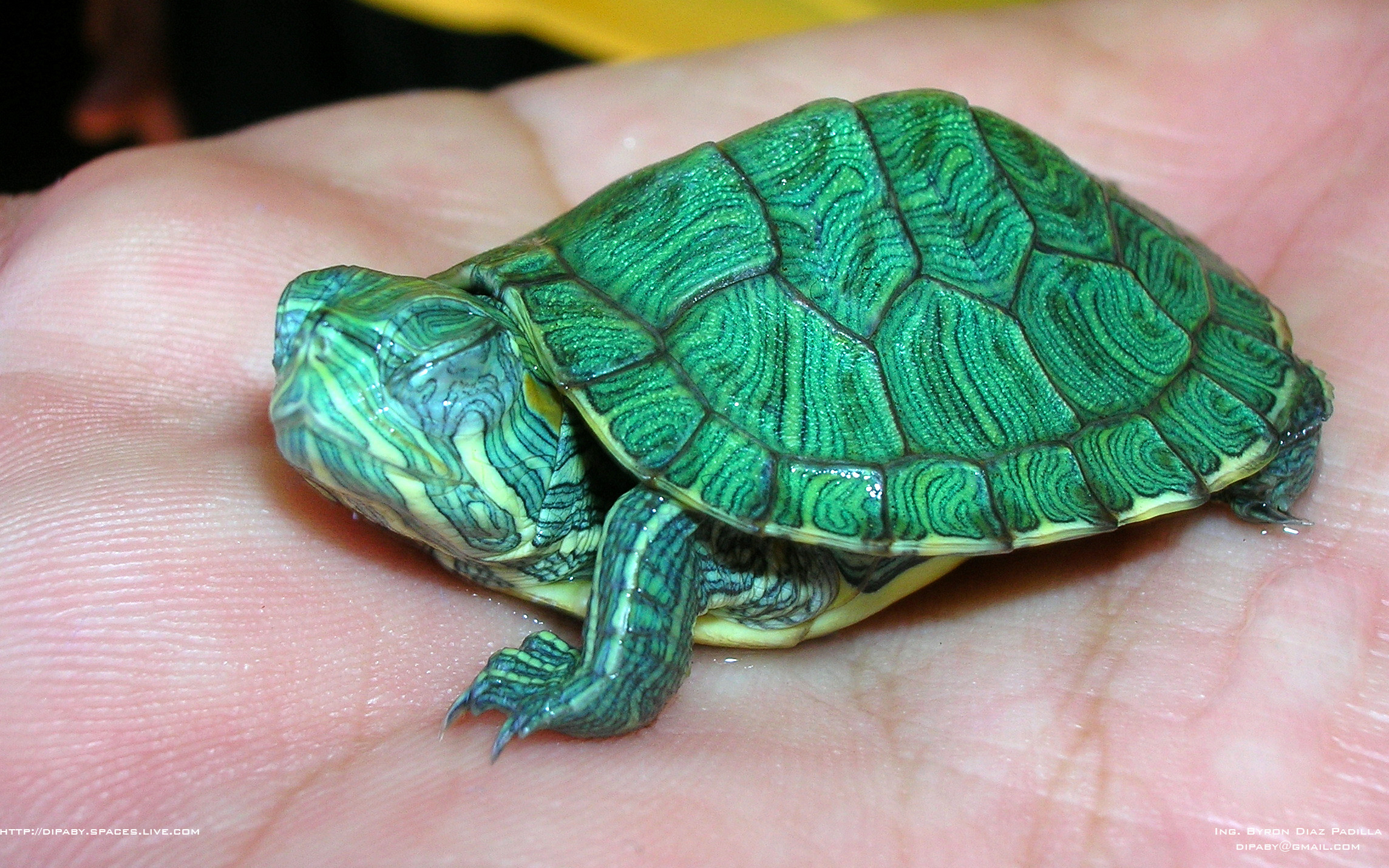
Hong Kong es el destino de exportación número 1 para las tortugas estadounidenses.

Los Estados Unidos tienen importantes vínculos económicos y sociales con Hong Kong. Hay alrededor de 1.100 firmas estadounidenses, incluidas 881 operaciones regionales (298 sedes regionales y 593 oficinas regionales), y aproximadamente 54.000 ciudadanos estadounidenses en Hong Kong. Según las estadísticas del gobierno de los EE. UU., Las exportaciones de EE. UU. a Hong Kong sumaron $ 17,8 mil millones en 2006. La inversión directa de los EE. UU. en Hong Kong a fines de 2006 ascendió a alrededor de $ 38,1 mil millones, lo que convierte a los Estados Unidos en uno de los mayores inversionistas de Hong Kong, junto con China, Japón y Países Bajos.

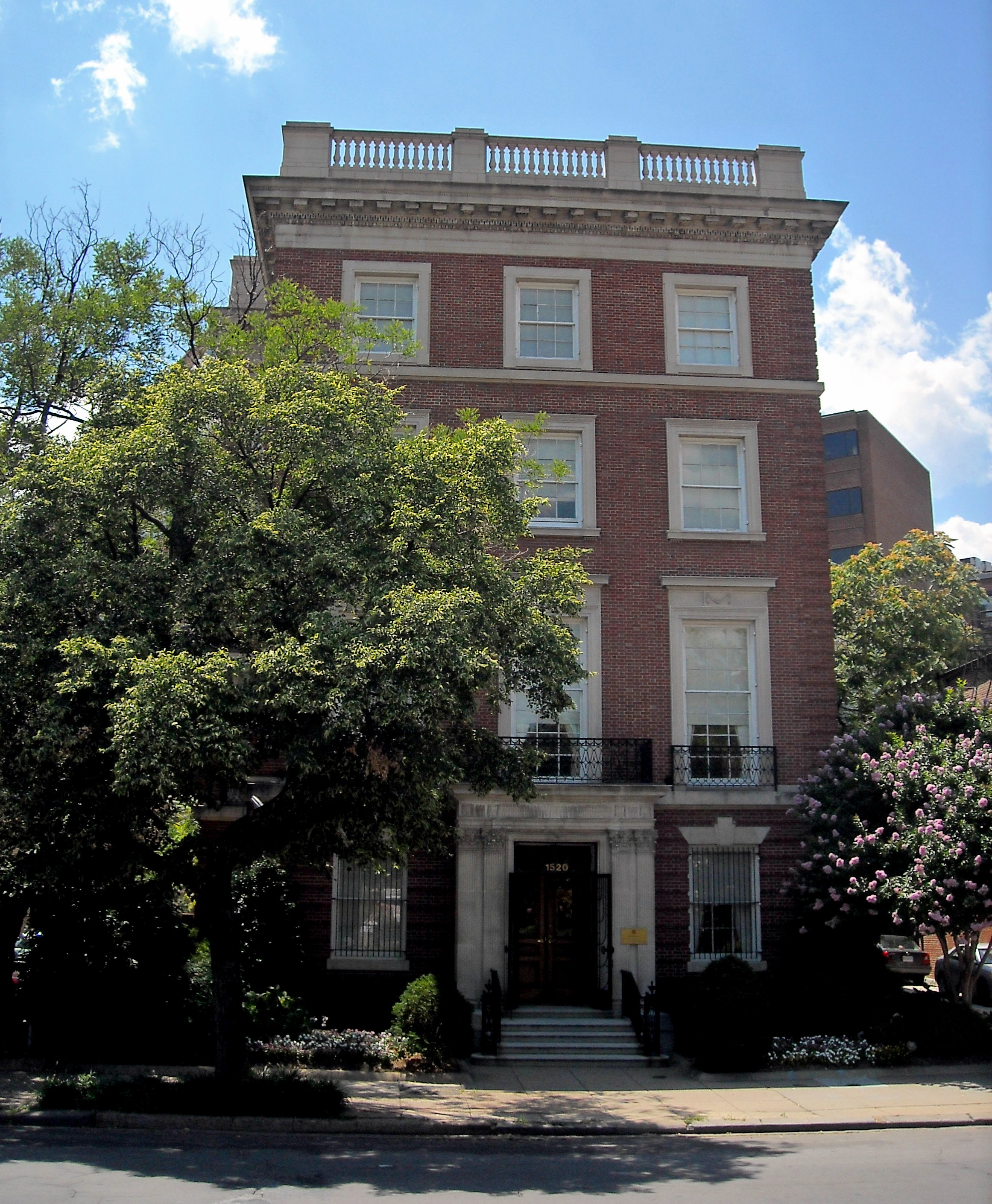
Oficina Económica y Comercial de Hong Kong en Washington D. C.

Los Estados Unidos y Hong Kong firmaron un acuerdo de aviación civil en octubre de 2002, que liberalizó significativamente el mercado de la aviación. Hong Kong goza de un alto grado de autonomía como territorio aduanero separado, sin cambios en las fronteras, personal o controles de exportación de tecnología desde la entrega de 1997. La protección de los derechos de propiedad intelectual (DPI) ha mejorado sustancialmente en los últimos años y la introducción de una nueva legislación efectiva para controlar la producción ilícita y una mejor aplicación de la ley ha hecho de Hong Kong un modelo regional para la protección efectiva de los DPI. La Oficina del Representante de Comercio de los EE. UU. Y otras agencias de los EE. UU. Ahora citan a Hong Kong como un ejemplo para otros.
El gobierno de Hong Kong mantiene Oficinas de Economía y Comercio en Washington D. C., Ciudad de Nueva York y San Francisco.
El Consulado General de los Estados Unidos en Hong Kong se encuentra en 26 Garden Road, Hong Kong. A pesar del nombre, el Consulado General no está subordinado a la embajada de su país ante la República Popular China en Beijing. El cónsul general de los Estados Unidos tiene rango de embajador e informa al Subsecretario de Estado para Asuntos de Asia Oriental en el Departamento de Estado de los Estados Unidos. En contraste, los cónsules generales de los Estados Unidos enviados a Chengdu, Guangzhou, Shanghái y Shenyang informan al Jefe Adjunto de la Misión de la Embajada de los Estados Unidos en Beijing, quien está directamente subordinado al embajador de los Estados Unidos.

### Edward Snowden
El Edward Snowden incidente en 2013 había sido una crisis diplomática entre Hong Kong y Estados Unidos. El 20 de mayo de 2013, Edward Snowden, un ex Agencia Central de Inteligencia (CIA), llegó a Hong Kong. Filtró información clasificada de la Agencia de Seguridad Nacional (NSA) en Hong Kong a principios de junio. Snowden reveló que "el gobierno de los Estados Unidos ha cometido una gran cantidad de delitos contra Hong Kong. También la República Popular China" para identificar las direcciones del Protocolo de Internet chino que la NSA monitoreaba e indicó que la NSA recopiló datos de mensajes de texto para los residentes de Hong Kong. El 22 de junio, funcionarios de los Estados Unidos revocaron su pasaporte. El 23 de junio, Snowden abordó un vuelo comercial a Moscú.
La incidencia había demostrado ser un raro conflicto diplomático entre Hong Kong y los Estados Unidos. Los Estados Unidos tienen tratados de extradición con más de 100 países, excluyendo República Popular China y República de China pero incluyendo Hong Kong, debido a la autonomía de Hong Kong para desarrollar relaciones con naciones extranjeras en una amplia gama de países. campos apropiados Snowden, sin embargo, no había sido detenido por Hong Kong como lo solicitaron los Estados Unidos. Las autoridades de Hong Kong dijeron que se debía a que la solicitud de extradición de los Estados Unidos no había cumplido plenamente con la ley de Hong Kong. y no había base legal para evitar que Snowden se fuera. El 24 de junio, el portavoz del Departamento de Estado de EE. UU., Patrick Ventrell, dijo que "simplemente no estamos comprando que esta fue una decisión técnica de un funcionario de inmigración de Hong Kong. Esta fue una decisión deliberada del gobierno para liberar a un fugitivo a pesar de una orden de arresto válida. Aunque la Ley de Privacidad de 1974 me prohíbe hablar específicamente sobre el pasaporte del Sr. Snowden, puedo decir que las autoridades de Hong Kong estaban muy conscientes de nuestro interés en el Sr. Snowden y tuvieron mucho tiempo para prohibir su viaje ".